# Eddy Casteels
Eduard „Eddy“ Casteels (* 19. August 1960 in Mechelen) ist ein belgischer Basketballtrainer.

## Laufbahn
Casteels begann seine Trainerlaufbahn als Co-Trainer bei Racing Mechelen. Auch bei Racing Basket Antwerpen war er zunächst Co-Trainer, im Januar 1996 wurde er zum Cheftrainer befördert. Im Jahr 2000 führte er die Mannschaft zum Gewinn der belgischen Meisterschaft und des Pokalwettbewerbs. Er wechselte anschließend mit Teilen der Mannschaft nach Ieper. Ein Jahr später war der Verein zahlungsunfähig. 2001 erreichte er mit Ieper das Halbfinale im europäischen Vereinswettbewerb Korać-Cup.
Im Zeitraum November 2001 bis Februar 2004 war Casteels Trainer des BC Ostende. 2002 wurde er mit der Mannschaft belgischer Meister und Pokalsieger.
Er arbeitete für RBC Verviers-Pepinster (2004 bis 2006) sowie hernach bis Februar 2008 für Spirou BC Charleroi. Er musste in Charleroi gehen, nachdem die Mannschaft aus dem belgischen Pokalwettbewerb ausgeschieden war. Im weiteren Verlauf des Spieljahres 2007/08 gewann Charleroi unter Casteels Nachfolger die belgische Meisterschaft.
Neben seinen Aufgaben im Vereinsbereich wurde Casteels 2005 Cheftrainer der belgischen Nationalmannschaft. Dieses Amt hatte er bis 2018 inne. Er nahm mit der Auswahl an den Europameisterschaften 2011, 2013, 2015 und 2017 teil. Das beste EM-Ergebnis unter Casteels' Leitung war 2013 der neunte Platz. Er betreute die Nationalmannschaft in insgesamt 190 Länderspielen.
Casteels kehrte 2008 nach Antwerpen zurück, nach dem Ende der Saison 2012/13 trennte man sich. 2014 wechselte er ins Nachbarland Niederlande und betreute fortan die Mannschaft Zorg en Zekerheid Leiden.
Sechs Jahre war er als Trainer bei den Leuven Bears tätig, zur Saison 2024/25 wechselte Casteels zu Okapi Aalstar. Im Juni 2025 wurde die Trennung vermeldet.

### Erfolge
- Belgischer Meister: 2000, 2002
- Belgischer Pokalsieger: 2000, 2002
- Belgiens Trainer des Jahres: 2000, 2002, 2009